# Pseudosinella cordobensis
Pseudosinella cordobensis is een springstaartensoort uit de familie van de Entomobryidae. De wetenschappelijke naam van de soort is voor het eerst geldig gepubliceerd in 1986 door Simon, Bach & Gaju.